# Шібата Кацумі
Шібата Кацумі (1909 — серпень 1942) — японський хокеїст на траві.
Срібний призер Олімпійських Ігор 1932 року.